# Georg Anders (Soziologe)
Georg Anders (* 16. Mai 1942 in Ullersdorf, Schlesien) ist ein deutscher Sportsoziologe, Sportökonom und Hochschullehrer.

## Leben
Georg Anders wuchs in Schalksmühle auf. Er studierte nach dem 1962 in Lüdenscheid bestandenen Abitur Soziologie, Sozialpsychologie und Wirtschaftswissenschaften in Berlin und Köln. 1974 trat er im Bundesinstitut für Sportwissenschaft (BISp) die Stelle des Referatsleiter für Soziologie an. Später wurde er im BISp Leiter des Fachbereichs Forschung und Entwicklung und Ständiger Vertreter des Direktors. Ab 1977 hatte er darüber hinaus einen Lehrauftrag am Institut für Sportsoziologie und ab 1989 am Institut für Sportökonomie und Sportmanagement jeweils der Deutschen Sporthochschule Köln (DSHS) inne. Er war mehr als 30 Jahre für die DSHS als Lehrbeauftragter tätig.
Auf sportpolitischer Ebene arbeitete Anders in unterschiedlichen Ausschüssen des Europarates, des Deutschen Olympischen Sportbundes, des Deutschen Leichtathletik-Verbandes sowie des Internationalen Olympischen Komitees mit. Von 1984 bis 1991 war Anders Sprecher der Sektion Sportsoziologie bei der Deutschen Vereinigung für Sportwissenschaft, er ist Gründungsmitglied und war ab 2001 Generalsekretär sowie später Präsident der Europäischen Vereinigung für Sportsoziologie. Er gehört dem Beirat des „Freiburger Kreises“ an und saß ebenfalls in den Beiräten der Schriftenreihe „Naturschutz und Freizeit-Gesellschaft“ sowie der Zeitschrift „Sportbund und Gesellschaft - Sport and Society“. Zu seinen Fachgebieten gehören die Bereiche Sportvereine und -verbände, Frauen im Sport, sportökonomische Fragestellungen, das Spitzensportsystem und die Nachwuchsförderung.
Im Jahr 2000 wurde ihm die Ehrendoktorwürde der Deutschen Sporthochschule Köln verliehen, dieselbe Einrichtung ernannte ihn 2006 zudem zum Honorarprofessor. Die Deutsche Vereinigung für Sportwissenschaft zeichnete ihn 2006 mit der Goldenen Ehrennadel aus.
Im Mai 2007 ging Anders in den Ruhestand.